# 生人形

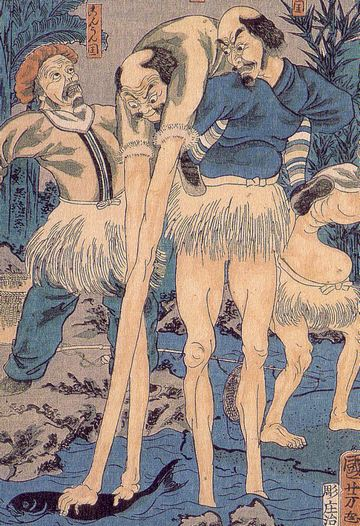
歌川国芳 『浅草奥山生人形』（1855年）の手長足長

生人形（いきにんぎょう）は、日本の見世物のひとつ。活人形とも表記される。江戸時代の見立て細工のひとつ「生人形細工」として生まれ、1850年代後半から1880年代にかけては物語の登場人物を迫真的に表現した等身大の人形として見世物興行に使われて人気を博した。

## 概説
江戸時代の後期から明治時代にかけて製作された細工物であり、実際に生きている人間のように見えるほどの精巧な細工をほどこした人形であることからこう呼ばれていた。主に、説話・歴史中の人物、神仏、遊女、または足長手長や穿胸といった異国人物などを題材に製造され、日本各地の都市部などで興行された。松本喜三郎が大坂で安政元年（1854年）から、江戸の浅草で安政2年（1855年）から興行をして評判をとり、その後、見世物として興行が行われていった。興行の様子は歌川国芳や歌川芳艶などの手により錦絵にも描かれている。

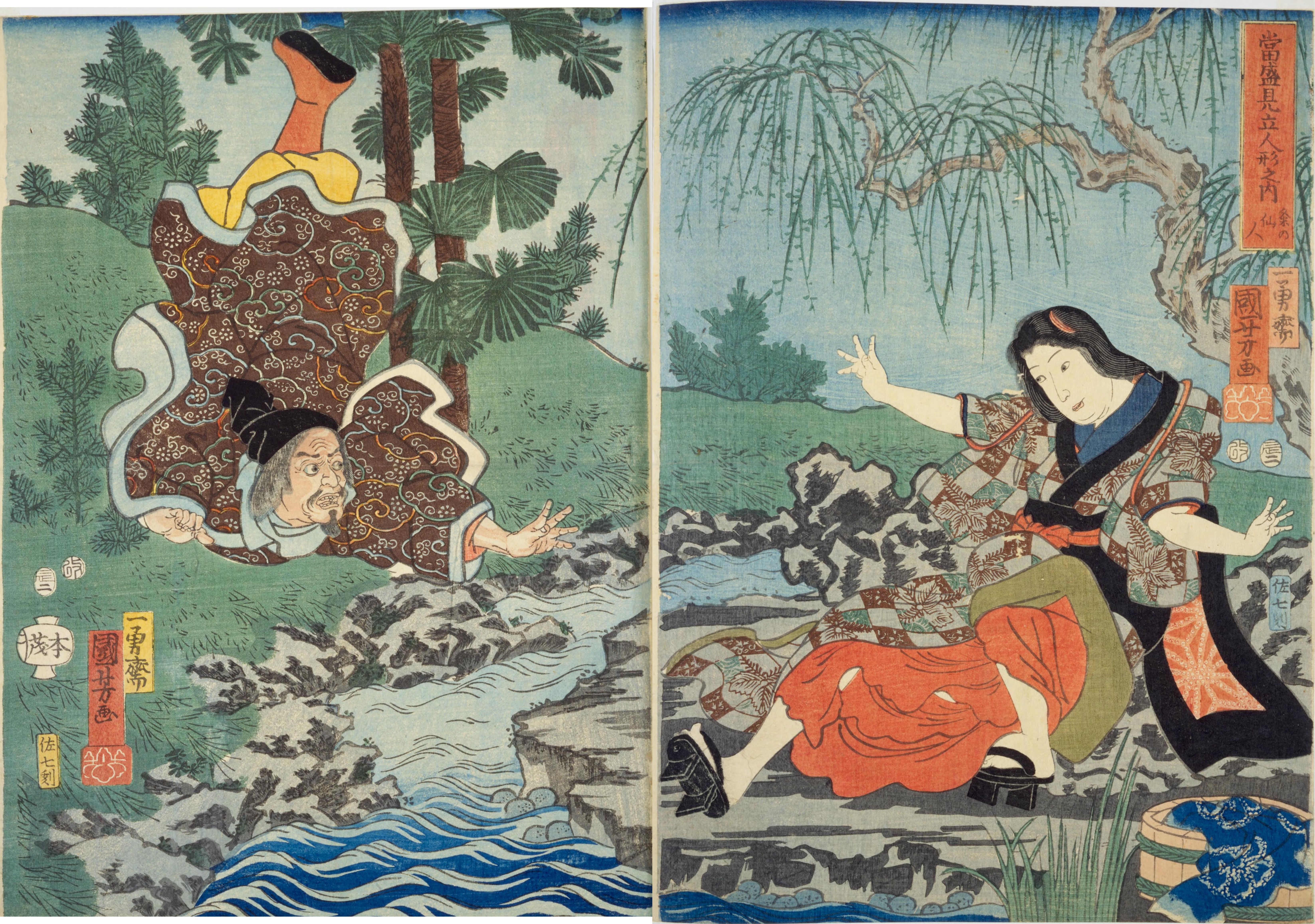
「当盛見立人形之内」安政3年　歌川国芳　1856
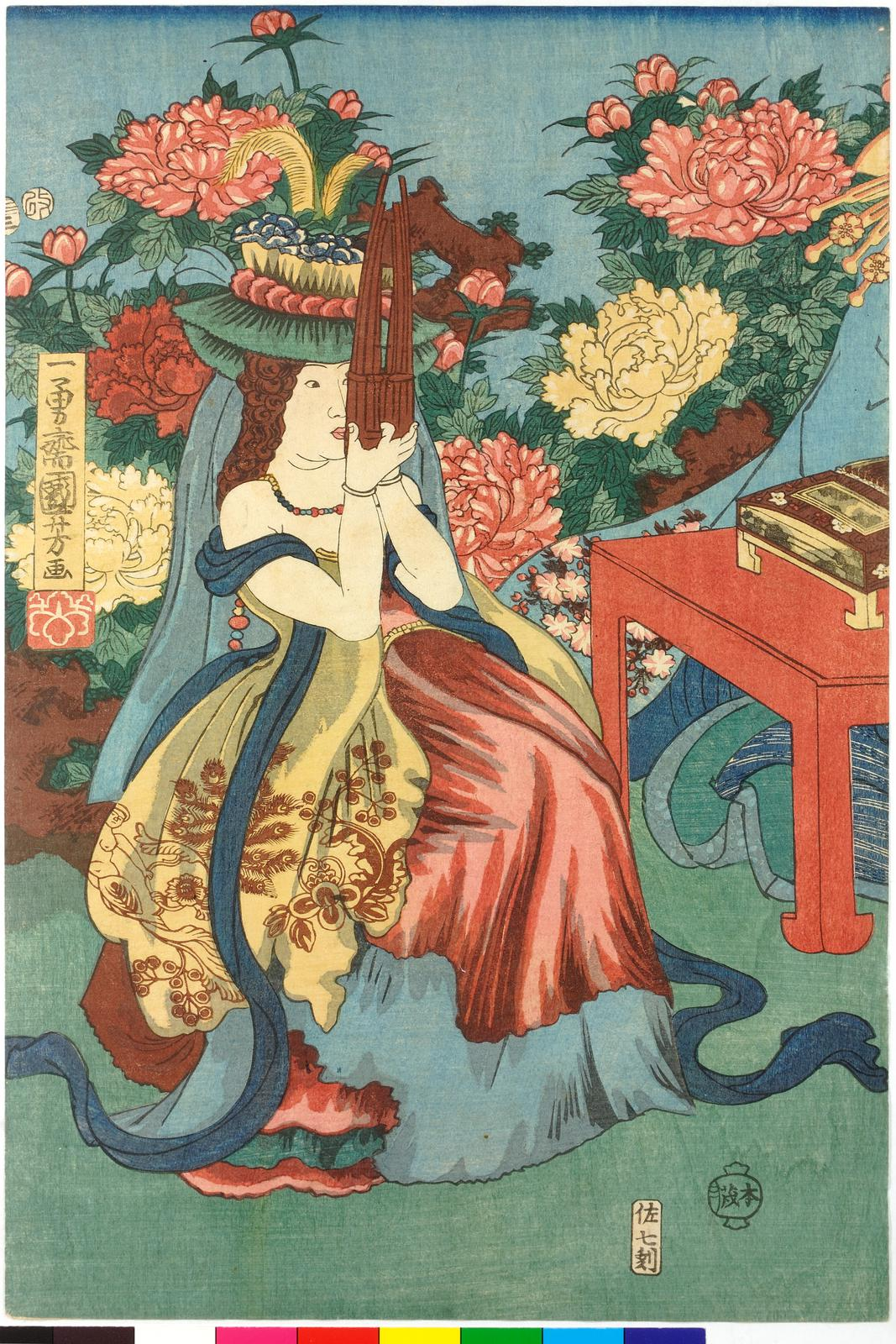
「人形乃内唐天朝三美人」歌川国芳　1856
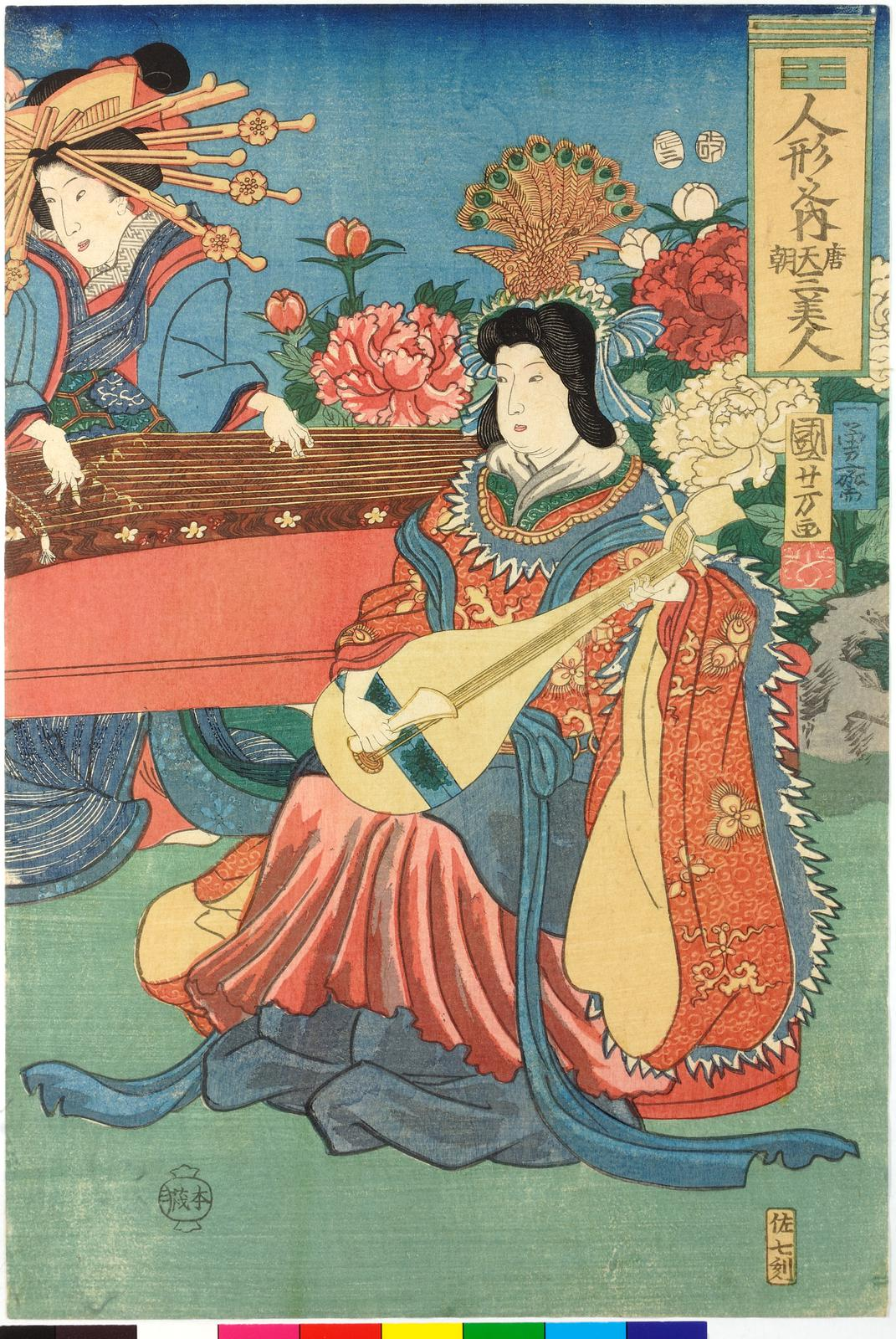
「人形乃内唐天朝三美人」歌川国芳　1856
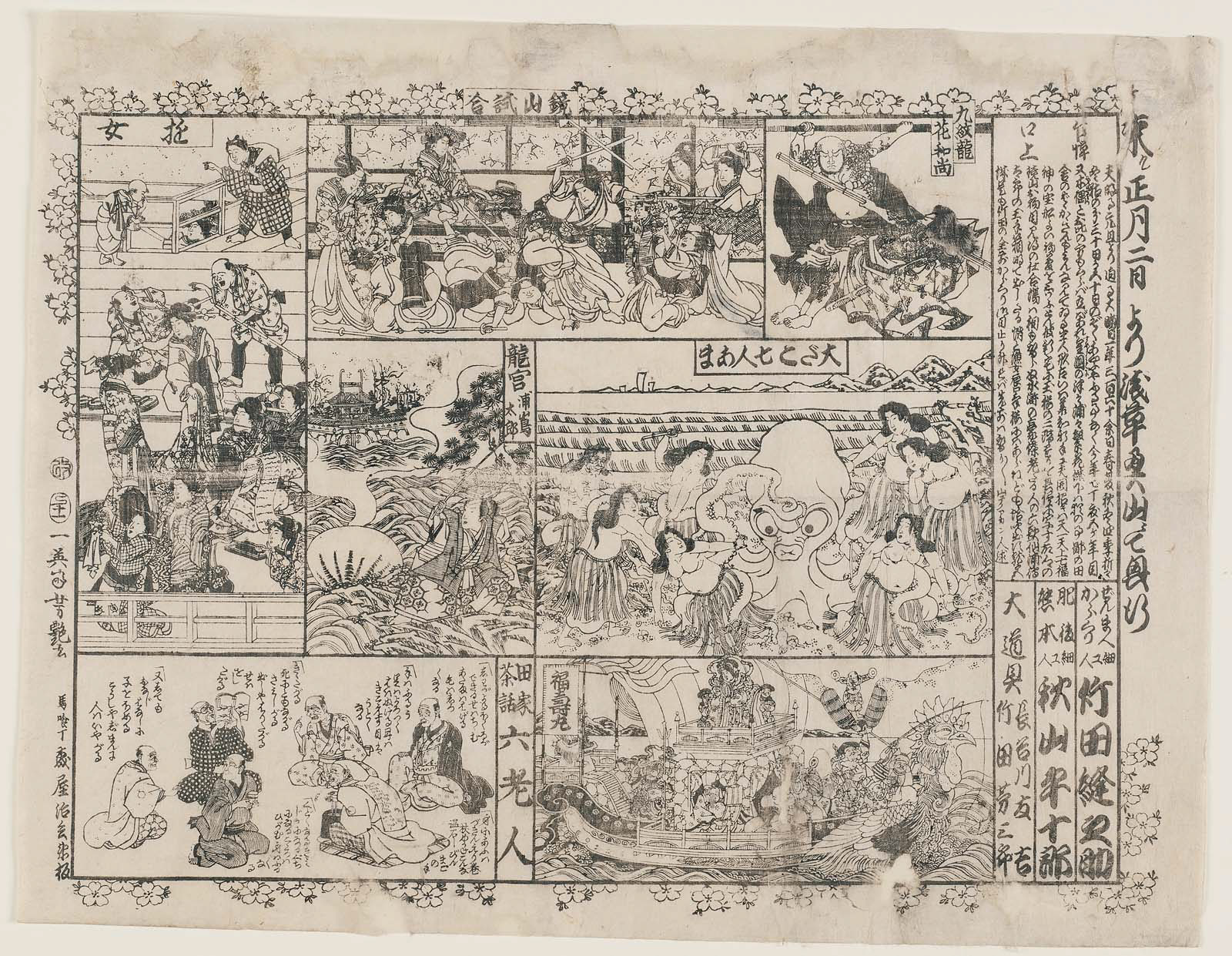
歌川芳艶「来ル正月二日ヨリア浅草奥山ニテ興行」。正月の浅草に松本喜三郎製作の等身大人形が展示される（1857年）

人形の素材には桐などが使われ、その上に胡粉や顔料で肌が彩色されている。全身の毛や歯（実際に人間にも使用されるホウロウ製の義歯）も一本一本埋め込まれていた。また、衣服などによって隠れてしまう部位も精巧に細工がほどこされていたという。
生人形以前の人形の見世物興行には張り抜き（張り子）細工で製造されていた人形もあり、大江忠兵衛や大石眼龍斎による嘉永5、6年（1852年、1853年）ころの作品はそちらの製法でつくられている。

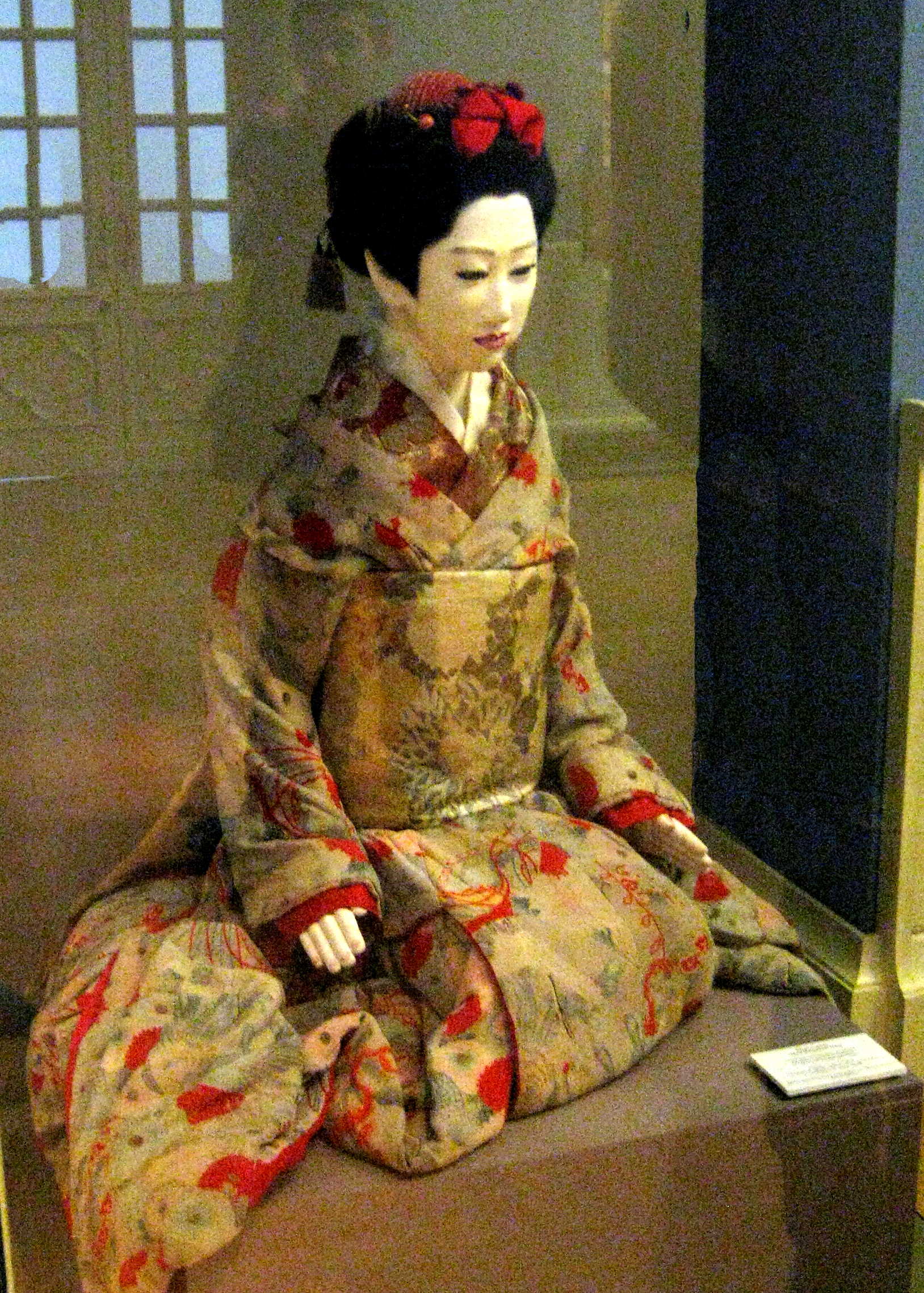
大津事件の謝罪を込めて明治天皇の依頼により川島甚兵衛が製作しニコライ皇太子に贈ったとされる等身大「諸岡マツ」人形（クンストカメラ所蔵）

## 著名な職人
- 松本喜三郎（1825年 - 1891年） - 「生人形」と称してはじめて興行をうった[6]。
- 安本亀八（1826年 - 1900年） - のち、子息が襲名をしており3代目まで[3]。

以上のふたりは明治時代に生人形の名人とされた。東京国立博物館などに作品が所蔵されているが、現存している作品数は非常に少ない。
生人形やそれに類する人形を製作した職人には以下の人物などが見られる。
- 大江定橘（-定橘郎） - 安政3年（1856年）に、からくり仕掛けの生人形をつくり「大機械活動人形」として興行[6]。
- 中谷豊吉 - 大江定橘郎の興行に細工人として名前を見ることが出来る。
- 泉屋吉兵衛（2代目） - 江戸の職人。天保年間に妖怪や変死体の人形を作り見世物に出した[7]。お化け屋敷の始まりともいわれる[8]。俗称「泉目吉」[9]。
- 大江忠兵衛 - 大坂の職人[6]。
- 大石眼龍斎 - 京都の職人。『武江年表』には眼龍斎の両国での興行は江戸での人形興行のはしりとなったと記されている[6]。
- 尾村安五郎 - 明治期に活躍。仕掛けものを加えた生人形の興行をしている。
- 平田郷陽 - 人形師初人間国宝。
- 花沼政吉 - アメリカで活動した彫刻

家、版画家で自らの生人形を制作したことで知られる。

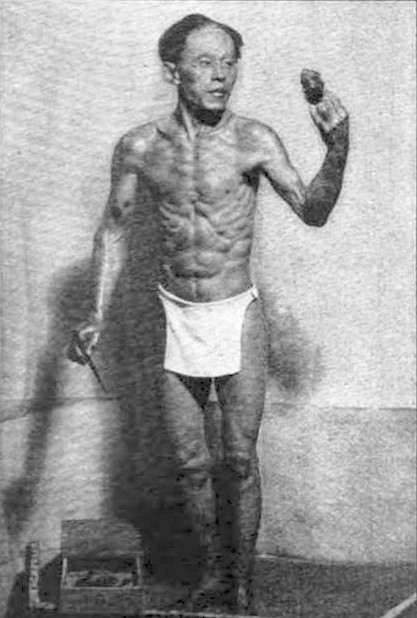
花沼政吉人形

- 鼠屋伝吉 - スミソニアン博物館に「農夫全身像」（19世紀後半　像高158cm）が所蔵されている。
- 山本福松 - 浅草の人形師。山車人形も手がけた。
- 江島栄次郎 - 松本喜三郎の弟子